# Liste der irakischen Botschafter in der Türkei
Die Botschaft befindet sich in Ankara.
| Ernannt       | Botschafter                 | Bemerkungen | Regierung des Iraks       | Regierung in der Türkei | Posten verlassen |
| ------------- | --------------------------- | --- | ------------------------- | ----------------------- | ---------------- |
| 1932          | Zeid bin Hussein            | Emir Zeid, Emir Zeyd | Naji Shawkat              | Ali Fethi Bey           |                  |
| 1934          | Naji Shawkat                | Naci Şevket war 1941 irakischer Verteidigungsminister, dem Franz von Papen die Unterstützung der Luftwaffe von Hermann Göring zusagte. | Jamil al-Midfai           | Ali Fethi Bey           |                  |
| 1954          | İbrahim Alusî               | İbrahim Akif El Alûsi | Nuri as-Said              | Adnan Menderes          |                  |
| 1957          | Necip El Ravî               | | Nuri as-Said              | Adnan Menderes          |                  |
| 1960          | Talip Müştak                | Talib Mushtaq | Abd al-Karim Qasim        | Cemal Gürsel            | 1962             |
| 1965          | Abdul Latif Daraji          | | Abd ar-Rahman al-Bazzaz   | Suad Hayri Ürgüplü      |                  |
| 1967          | Tareq Fahmy                 | Generalmajor wurde 1969 in den Ruhestand versetzt.                                                                                     | Tahir Yahya               | Suad Hayri Ürgüplü      | 1969             |
| 1969          | Nadschi Talib               | Taleb Hussein Shebib 13. November 1963: Außenminister, 1967: Leiter des Büros der Arabische Liga in London.                            | Ahmad Hasan al-Bakr       | Suad Hayri Ürgüplü      |                  |
| 1984          | Taha Mahmud al-Qaysi        | | Saddam Hussein            | Turgut Özal             |                  |
| 1988          | Abdülcabbar Cevat           | | Saddam Hussein            | Turgut Özal             |                  |
| 1990          | Tawfiq Abd al-Jabbar        | | Saddam Hussein            | Yıldırım Akbulut        |                  |
| 27. Juni 1989 | Tanq Abdulcabbar Cevad      | | Saddam Hussein            | Yıldırım Akbulut        | 24. Juli 1990    |
| 1992          | Rafi Daham al-Tikriti       | | Muhammad Hamza az-Zubaidi | Süleyman Demirel        |                  |
| Dez. 1998     | Farouk Hijazi               | | Saddam Hussein            | Mesut Yılmaz            |                  |
| 2002          | Talip Al Dileymi            | | Saddam Hussein            | Abdullah Gül            |                  |
| 23. Sep. 2013 | Talal Jamil Saleh Al-Oubadi | [ 2 ] | Dschawad al-Maliki        | Recep Tayyip Erdoğan    |                  |